# Melipotis novanda
Melipotis novanda là một loài bướm đêm trong họ Erebidae.